# Гутцайт, Вадим Маркович
Вадим Маркович Гутцайт (укр. Вадим Маркович Гутцайт; род. 6 октября 1971, Киев, Украинская ССР, СССР) — советский и украинский фехтовальщик на саблях, тренер, олимпийский чемпион 1992 года в командном зачёте, в составе Объединённой команды. Участник трёх Олимпийских игр (1992, 1996, 2000). Заслуженный мастер спорта СССР (1992), мастер спорта СССР (1991). Заслуженный тренер Украины (2003). Судья международной категории. Президент Федерации фехтования Украины (с 2017 года).
Президент Национального олимпийского комитета Украины с 17 ноября 2022 года.
Министр молодёжи и спорта Украины с 4 марта 2020 по 9 ноября 2023 года.

## Биография
Вадим Гутцайт родился 6 октября 1971 года в Киеве. Начал заниматься фехтованием в 1980 году у Александра Оболенского. В дальнейшем тренировался под руководством Михаила Когута. Выступал за «Динамо» (Киев).
В 1993 году окончил Киевский ГИФК.
После завершения выступлений в соревнованиях перешёл на тренерскую работу. В 2002—2010 годах был главным тренером сборной Украины по фехтованию. В 2008 году украинская команда саблисток под его руководством завоевала золото на Олимпийских играх в Пекине.
Член исполкома НОК Украины. Вице-президент Украинской академии спорта. В 2018 году назначен начальником Департамента молодёжи и спорта Киевской городской администрации.
Кандидат в народные депутаты от партии «Слуга народа» на парламентских выборах 2019 года, № 81 в списке. Отказался идти на выборы.
8 ноября 2023 года Гутцайт подал заявление об отставке с должности министра молодёжи и спорта Украины. 9 ноября Верховная рада проголосовала за увольнение Гутцайта «за» — 243, против — 3, народных депутатов.

## Спортивные достижения

### Чемпионаты мира
- 1991 — 3-е место в индивидуальном зачёте (от СССР)
- 1999 — 11-е место в индивидуальном зачёте

### Олимпиады
- Олимпийские игры в Барселоне (1992) — победитель в командном зачёте (от Объединённой команды стран бывшего СССР)
- Олимпийские игры в Атланте (1996) — 6-е место в личном зачёте (от Украины)
- Олимпийские игры в Сиднее (2000) — 13-е место в личном зачёте

### Маккабиады
- 2001 — серебро в индивидуальном зачёте
- 2005 — золото в индивидуальном и командном зачёте

## Награды
- Орден «За заслуги» І степени (2012)[10]
- Орден «За заслуги» II степени (2008)[11]
- Орден «За заслуги» III степени (1997)[12]
- Заслуженный работник физической культуры и спорта Украины(2004)[13]

## Личная жизнь
Женат, супруга — Оксана Гутцайт — украинская телеведущая. Двое детей — Элина (род. 2002) и Марк (род. 2010).